# Malcolm Wallop

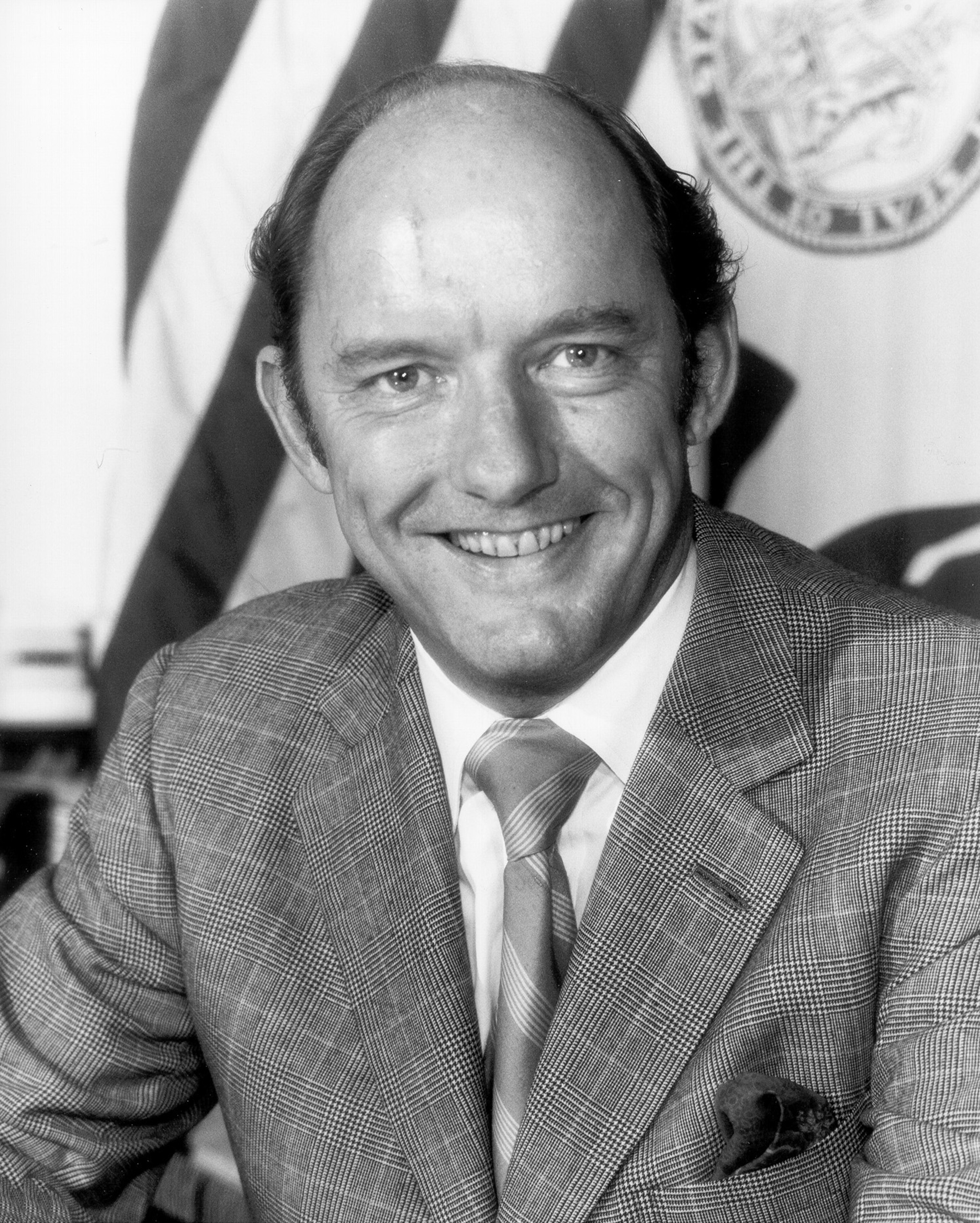
Malcolm Wallop

Malcolm Wallop (* 27. Februar 1933 in New York City, New York; † 14. September 2011 in Big Horn, Wyoming) war ein US-amerikanischer Politiker, der den Bundesstaat Wyoming im US-Senat vertrat.

## Leben
Malcolm Wallop kam bereits in jungen Jahren nach Wyoming, wo er im Big Horn County die Grundschule absolvierte. Als junger Mann studierte er zunächst an der Cate School in Carpinteria (Kalifornien) und der Yale University in New Haven (Connecticut). Von 1955 bis 1957 diente er in der United States Army, in der er bis in den Rang eines Oberleutnants aufstieg.
Nachdem er einige Jahre als Farmer und Unternehmer gearbeitet hatte, beschloss Wallop, in die Politik zu gehen. 1969 kandidierte er mit Erfolg für die Republikanische Partei für einen Sitz im Repräsentantenhaus von Wyoming, dem er in Folge zwei Legislaturperioden angehörte. 1973 wurde er in den Senat seines Bundesstaates gewählt, in dem er bis 1976 wirkte. Im Jahr 1974 bemühte sich Wallop um die Nominierung seiner Partei als Kandidat für das Amt des Gouverneurs von Wyoming, unterlag jedoch seinem Senatskollegen Dick Jones. Bei der eigentlichen Wahl verlor Jones gegen den Demokraten Edgar Herschler.
1976 kandidierte Wallop erfolgreich gegen Amtsinhaber Gale W. McGee für einen Sitz im Senat der Vereinigten Staaten. Am 3. Januar 1977 nahm er seine Arbeit im Kongress in Washington, D.C. auf. Malcolm Wallop war drei Amtsperioden lang US-Senator.  Er war zwischen 1981 und 1983 Vorsitzender des United States Senate Committee on Ethics.
Bei seiner Wiederwahl im Jahr 1982 konnte er 14 Prozentpunkte mehr an Stimmen auf sich vereinigen als sein Herausforderer von den Demokraten, Rodger McDaniel. 1988 hatte er es jedoch schwerer, als ein dünner Vorsprung von nur rund 1.300 Stimmen ihm den Sieg über seinen Herausforderer John Vinich sicherte. 1995 zog sich Wallop aus der Politik ins Privatleben zurück.
Malcolm Wallop war viermal verheiratet. Mit seiner ersten Frau, Vail Stebbins, mit der er von 1956 bis 1965 verheiratet war, hat er vier Kinder. Seine zweite Ehefrau war Judith Warren, mit der er von 1967 bis 1981 verheiratet war. Seine dritte Ehe mit French Carter Goodwyn hielt von 1984 bis 2001. Von 2005 bis zu seinem Tod war er mit Isabel Ferguson verheiratet.